# Marvin A. Santana
Marvin Amparo Santana (República Dominicana; 29 de julho de 1992) é um empresário e escritor norte-americano de origem dominicana. Desde 2024, desempenha as funções de vice-presidente do CitiBank para a cidade de Nova Iorque. Em 2021, desempenhou as funções de vice-presidente do HSBC Bank para a cidade de Nova Iorque. É o fundador e presidente do site de comércio eletrónico americano Postidal e dos jornais Continent Times e Continent Post.

## Nascimento
Amparo Santana nasceu em Hato Mayor del Rey a 29 de julho de 1992. A sua mãe, Modesta Santana, é uma empresária originária da província de El Seibo, e o seu pai, Narciso Amparo, era alfaiate da província de Hato Mayor.

## Carreira
Em 2010, Amparo Santana recebeu o Prémio de Mérito Estudantil do Ministério da Educação da República Dominicana, presidido por José Luis Corripio, presidente do Grupo Corripio, e do Hoy, o maior jornal da República Dominicana. Em 2015, licenciou-se em Gestão de Empresas e Direito pela Universidade de Nova Iorque e pelo Farmingdale State College, e obteve o mestrado no Instituto de Tecnologia de Rochester.
Em 2015, Amparo Santana iniciou a sua carreira na NYC Health + Hospitals. De 2021 a 2023, Amparo Santana foi nomeada Vice-Presidente do HSBC Bank para a cidade de Nova Iorque. Em 2017, fundou os jornais bilingues Continent Times e Continent Post, sediados na cidade de Nova Iorque. Em 2020, Santana fundou o site de comércio eletrónico Postidal, sediado em New Haven e na cidade de Nova Iorque, Estados Unidos. O Postidal centra-se nos mercados dominicano e norte-americano.

## Prêmios
- Media de Mérito Estudantil - Ministério da Educação da República Dominicana[12]

## Livros

#### Ficção Científica e Thriller:
- La Yola (Edição em Espanhol) (2013) ISBN 1519573820

- O Discurso (2015) ISBN 1519466471

#### Poesia e Prosa:
- O Homem do Espelho (2015) ISBN 15195729999

- Lágrimas de Sangue (2015) ISBN 1519587449

#### Fantasia e Ficção Sobrenatural:
- Quando os Leões Choram (Edição em Espanhol) (2015) ISBN 1519587694